# Penisola Govena
La penisola Govena (in russo полуостров Говена) si trova a nord-est della Kamčatka ed è bagnata dal mare di Bering. È compresa nell'Oljutorskij rajon del Territorio della Kamčatka, nel Circondario federale dell'Estremo Oriente. 

## Geografia
La penisola Govena, che si trova tra la penisola Il'pinskij e la penisola Oljutorskij, divide il golfo di Korf dal golfo Oljutorskij e sporge per 80 km nel mare di Bering. Il punto più meridionale della penisola è capo Govena. Il rilievo della penisola è montuoso, con una elevazione massima di 1 355 metri. Vicino alla penisola, la profondità del mare raggiunge i 320 m.
Due delle tre sezioni della riserva naturale Korjaskij (Корякский) si trovano sulla penisola.

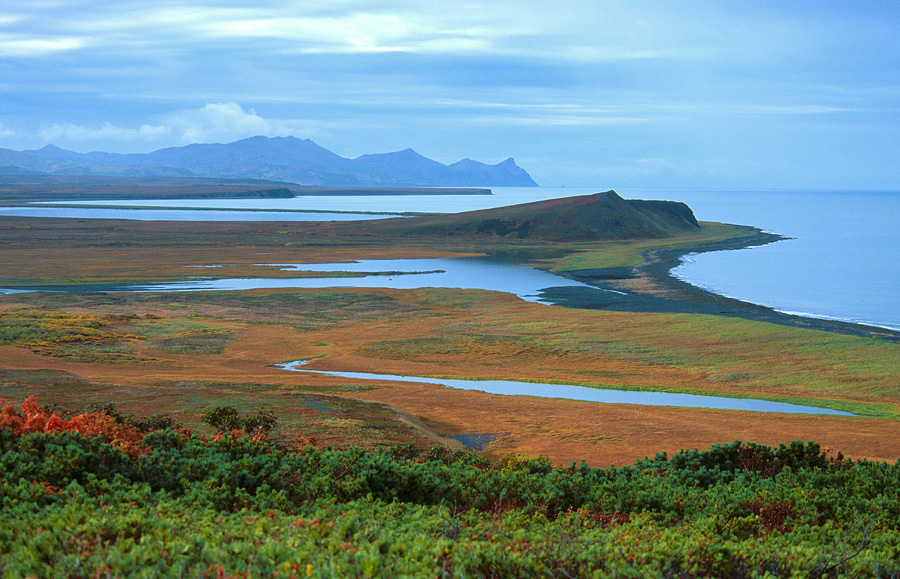
La riserva naturale Korjaskij